# La-livinière (AOC)
Pour la commune, voir La Livinière.
Un la-livinière est un vin rouge d'appellation d'origine contrôlée (AOC) produit dans la région naturelle dite du Petit Causse, au bas du piémont de la Montagne noire.
La petite aire de production (sur six communes, dont La Livinière) fait d'abord partie de celle du minervois, reconnu VDQS en 1951 puis AOC en 1985. Le décret du 12 février 1999 créé l'appellation plus restrictive « minervois-la-livinière », renommée par l'arrêté du 2 septembre 2022 en appellation « la-livinière ».

## Vignoble

### Géographie
Situé au bas du piémont de la Montagne noire, au cœur du Petit Causse ; l'appellation s’étend sur cinq communes de l’Hérault : Azillanet, Cesseras, Félines-Minervois, La Livinière, Siran et une commune de l’Aude, Azille.

### Terroirs et types de vin
Les crus de la Livinière ont la particularité de se situer à une altitude de plus de 400 m. Son terroir calcaire de l’ère tertiaire culmine sur les gorges de la Cesse. Un mélange de schistes, de grès, de quartz, de marbre, de calcaire, de cailloux, de sables et d'argiles où les alluvions et l'érosion ont patiemment fait leur œuvre. Creusant des gorges dans le causse, façonnant un peu plus bas la succession de collines gréseuses parsemée de bois, tapissant enfin la terrasse de cailloux.
Le climat très frais, à forte amplitude de température, procure aux vins une acidité qui garantit une bonne garde tout en alliant élégance et amplitude.

### Encépagement
Selon le cahier des charges qui encadre l'appellation, les vins doivent provenir principalement des cépages suivants : grenache noir, syrah noire, lledoner pelut noir et mourvèdre noir.
L'ensemble grenache N, syrah N et mourvèdre N doit représenter au minimum 60 % de l'encépagement, c’est-à-dire de la totalité des parcelles, dont 40 % pour l'ensemble syrah et mourvèdre.
Un complément de cépages secondaire est possible, à savoir carignan N, cinsault N, picpoul (ou piquepoul) N, terret N et rivairenc N. 

### Méthodes culturales et réglementaires

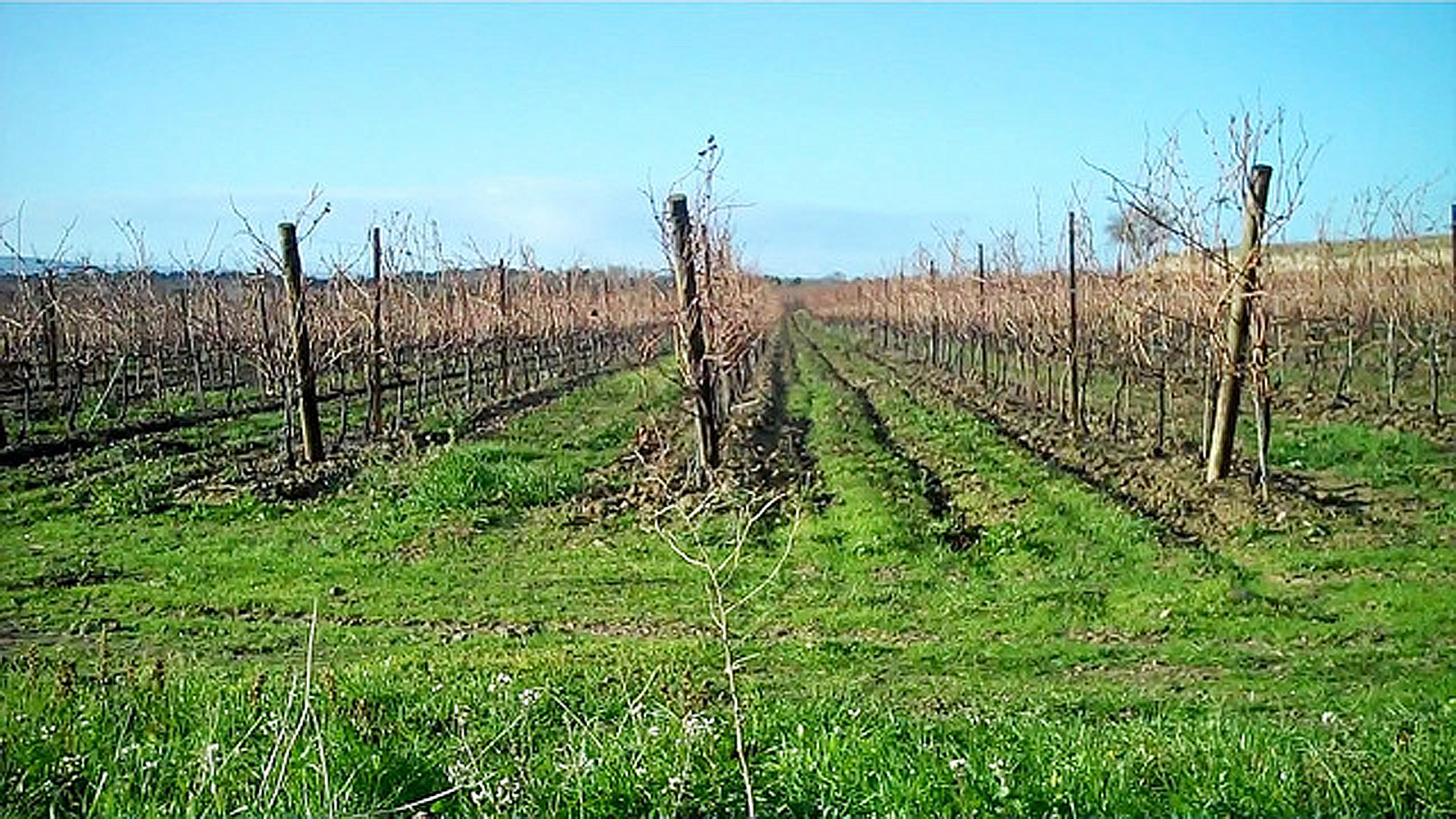
Vignes échalassées et conduites en non culture.

Selon le cahier des charges qui encadre l'appellation, les vignes doivent être plantées et taillées dans certaines conditions. Toute nouvelle plantation ou replantation doit être réalisée à partir de 2019 à une densité minimale de 4 200 pieds à l'hectare et les vignes sont conduites en taille courte avec six coursons à un ou deux yeux. Toutefois, le cépage syrah peut être conduit en taille longue Guyot avec un long bois à six yeux maximum et un ou deux coursons de rappel à un ou deux yeux.
Les vins doivent être élaborés selon les usages locaux. Les raisins doivent être apportés rapidement jusqu'aux lieux de vinification sans avoir été écrasés ni tassés. Les vins doivent être obtenus soit par vinification classique comportant le foulage préalable accompagné ou non d'égrappage, soit par mise en œuvre de vendanges composées de raisins entiers.
Pour l'élaboration de ces vins, la thermovinification, plusieurs foulages ou pompages successifs, les vinificateurs continus, les cuves à remontage automatique, les cuves à recyclage de marcs, les érafloirs centrifuges, les égouttoirs à vis et les pressoirs continus sont interdits.
L'irrigation est cependant possible, pour autant que les parcelles concernées aient fait l'objet d'une déclaration.

## Les producteurs
L’appellation regroupait en 2008, selon les chiffres de son syndicat, 200 producteurs, trois caves coopératives et 34 caves particulières. Au moment du renommage 2022, se sont 45 producteurs, dont deux coopératives.